# Zającówka (Tarnogród)
Zającówka – historyczna, niestandaryzowana część miasta Tarnogród w Polsce położona w województwie lubelskim, w powiecie biłgorajskim, w gminie Tarnogród. Leży na uboczu, na południowy zachód od centrum miasta przy ulicy Ogrody, w pobliżu jej wylotu w ulicę Dechnika. Jest to niewielkie skupisko osadnicze o charakterze rezydencyjnym a także użyteczności publicznej.
Zającówką określano zwyczajowo odizolowane zabudowania Tarnogrodu położone za parowem okalającym tarnogrodzkie śródmieście. Centralnym budynkiem Zającówki był dworek. Początkowo znajdowały się tam koszary wojsk carskich a następnie austro-węgierskich (Tarnogród leżał tuż przy samej granicy między dwoma mocarstwami). Następnie utworzono tu szpital zakaźny.
Po odzyskaniu przez Polskę niepodległości, przy posesji na Zającówce zorganizowano w 1933/34 roku Publiczną Szkołę Powszechną nr 2 w Tarnogrodzie z powodu rosnącej liczby dzieci, a czemu główna tarnogrodzka szkoła (utworzona w 1920 roku) nie potrafiła sprostać. Tam uczono dzieci aż do okupacji niemieckiej pod kierownictwem Feliksa Karwana.
Na Zającówce mieścił się tu także sierociniec sejmikowy dla chłopców, obsługiwany przez siostry ze Zgromadzenia Służebniczek. Po upływie prawie 3 lat sierociniec został przeniesiony do Teodorówki. W kolejnych latach na Zającówce funkcjonował ogród owocowy, założony własnym kosztem przez dr-a Bogusława Kraczkiewicza, dyrektora tarnogrodzkiego szpitala. W późniejszych latach w dworku na Zającówce znajdowała się lecznica dla zwierząt.
W trakcie okupacji Tarnogrodu podczas II wojny światowej oddziały niemieckie upodobały sobie budynki na Zającówce na szpital wojskowy. Posesja wykorzystywana była także do pochówku zabitych żołnierzy. Na tyłach posesji na Zającówce znajduje się płyta upamiętniającą to zdarzenie. Wojewódzki Konserwator Zabytków w Zamościu wydał w grudniu 2022 roku pozwolenie na poszukiwania i badania archeologiczne za pomocą wykrywaczy metali na tarnogrodzkiej Zającówce.